# Itaca Band
 Itaca Band  és un grup de música de Montcada i Reixac consolidat l'any 2008. Les seves cançons barregen l'ska amb el reggae i la música llatina.

## Història
El seu projecte musical neix el 2006 amb Albert García, Marta Trujillo, Kel Sangüesa, Jordi Sanz i Pol Verbón, però es consolida l'any 2008 amb l'entrada de dos nous membres: Pere Mercader i Pau Lobo (un percussionista i un teclista). Els músics de Montcada comencen els seus concerts i, un any després, guanyen el premi Connecta gràcies al qual enregistren “Malas lenguas” als estudis Mas Ventós per Carles Pérez. És en aquest moment que realitzen el seu primer videoclip, del tema “I just can't”.
El 2013 és un dels anys més importants de la seva trajectòria. Llancen el seu segon disc, “Rema”, als estudis Atlàntida i inicien la seva gira amb un concert gratuït a la Sala Apolo. La cançó “Rema” és escollida com una de les 10 cançons de l'any per Enderrock, i el grup queda finalista als premis ARC de La Vanguardia. La banda incorpora una secció de vents. Amb l'entrada a la discogràfica Propaganda pel Fet! Itaca Band es professionalitza i consolida el seu directe.
L'any 2014 Itaca Band participa en festivals com l'Acampada Jove, el Clownia Festival, el Viña Rock o el FesTour. La seva música comença a popularitzar-se i reben molt bona resposta per part del públic. El seu tercer disc, “Temerario” (2015), és enregistrat i coproduït als estudis Can Pardaler, amb col·laboracions d'artistes com Txarango o Los barrankillos. El Temerario Tour els porta per diferents punts d'Europa.
La gestió d'una suposada agressió masclista per part del cantant del grup, Albert García, ha comportat polèmica. Per aquest motiu es van haver de suspendre concerts a Euskal Herria al 2016. A l'agost 2017 un concert organitzat per les castellers de Sants no s'ha pogut dur a terme degut a les protestes de col·lectius feministes. Posteriorment es va demostrar que el boicot va ser infundat i que no hi hagué cap agressió.
El 2017 van editar el seu últim disc d'estudi, "Explosiva" i van publicar el senzill "Com si no hi hagués demà" amb la col·laboració de molts components d'altres grups.